# Petunia
Pour les articles homonymes, voir Petunia (homonymie).
Genre
Classification APG III (2009)
Petunia est un genre de plantes herbacées vivaces ou annuelles de la famille des Solanaceae, originaires des régions tropicales d'Amérique du Sud. On dénombre une vingtaine d'espèces.
Le terme de "pétunia" de la langue commune renvoie au genre Petunia tel que Jussieu l'avait circonscrit en 1803 avant les révisions taxinomiques de la fin du XXe siècle. Le terme scientifique de Petunia traité ici, renvoie au genre Petunia circonscrit par Wijsman en 1990.

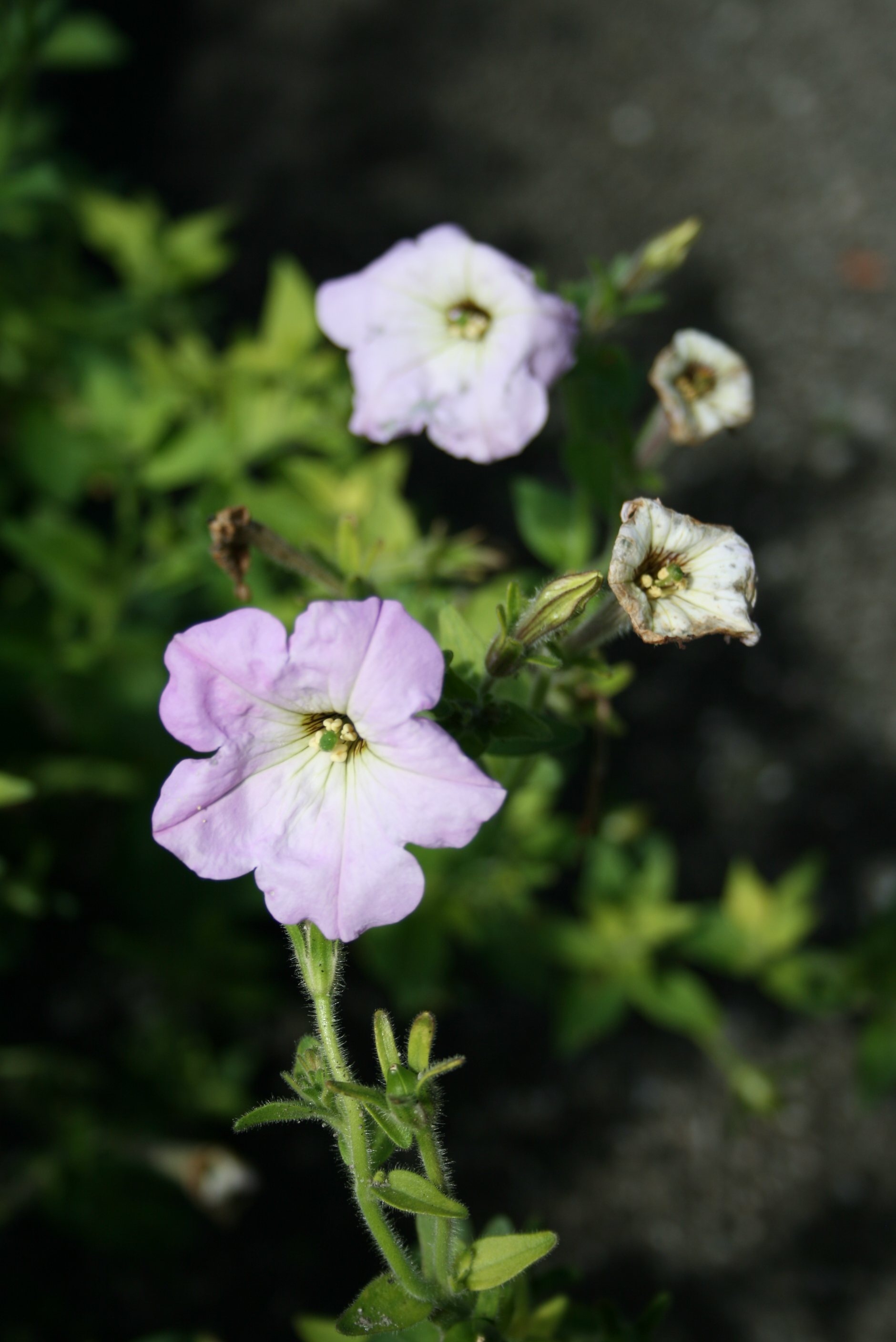
Petunia axillaris.

## Étymologie
Le terme pétunia (ou de petunia en latin scientifique) dérive de mots de langues tupi-guarani indigènes du Brésil : en tupi petyma, petyn, en guarani pety désignent le tabac.

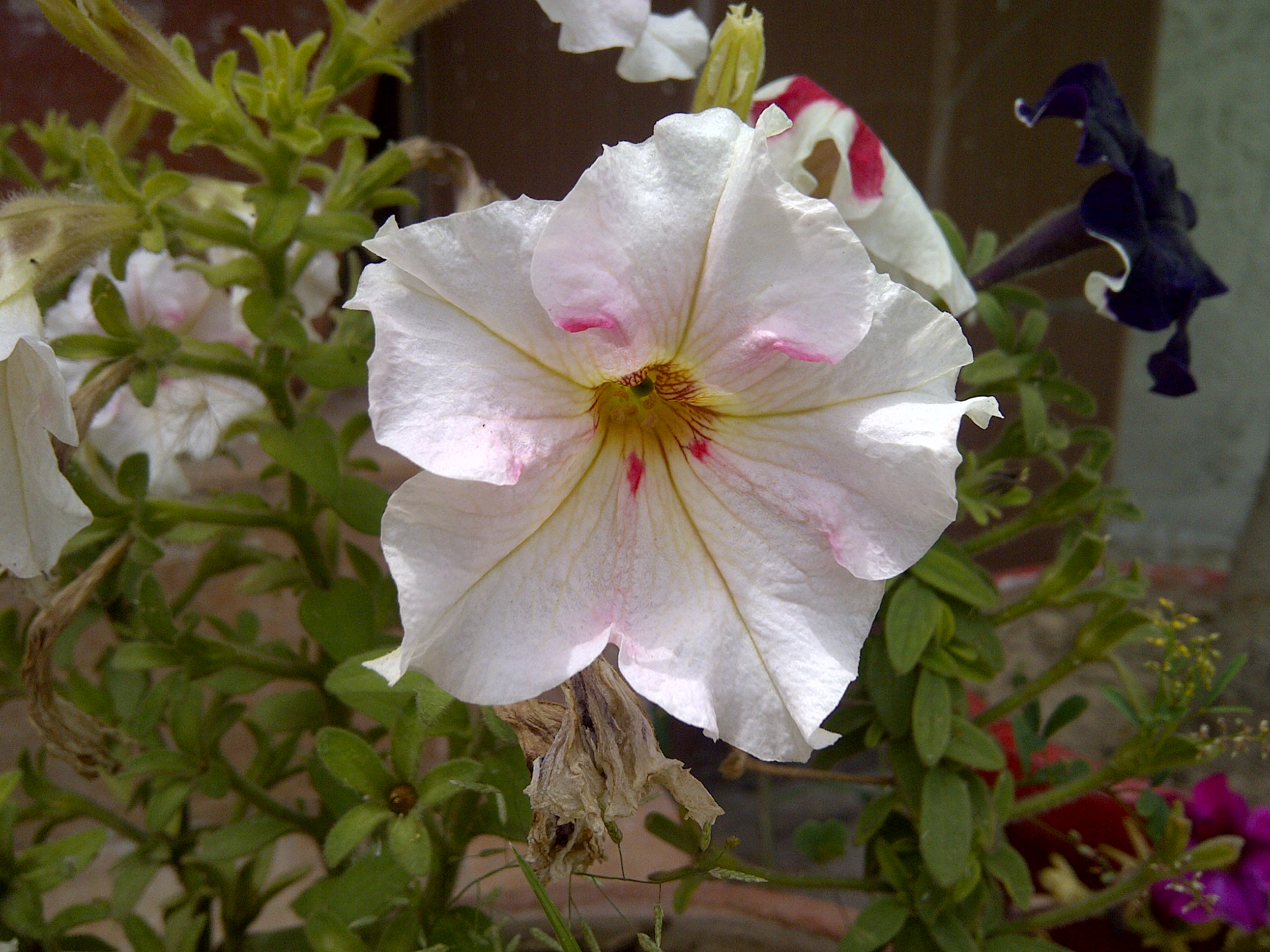
Petunia blanc.

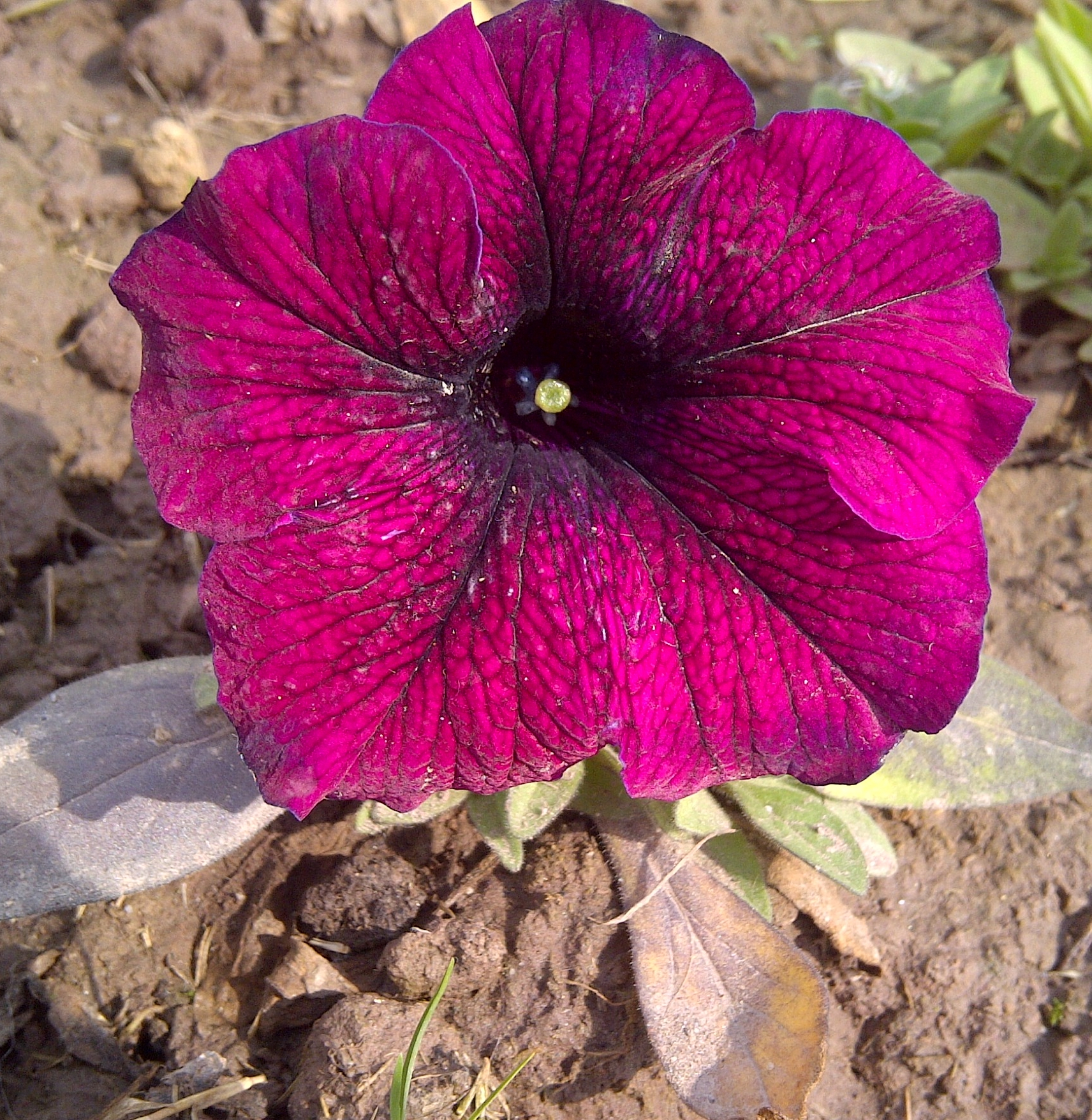
Petunia fuchsia.

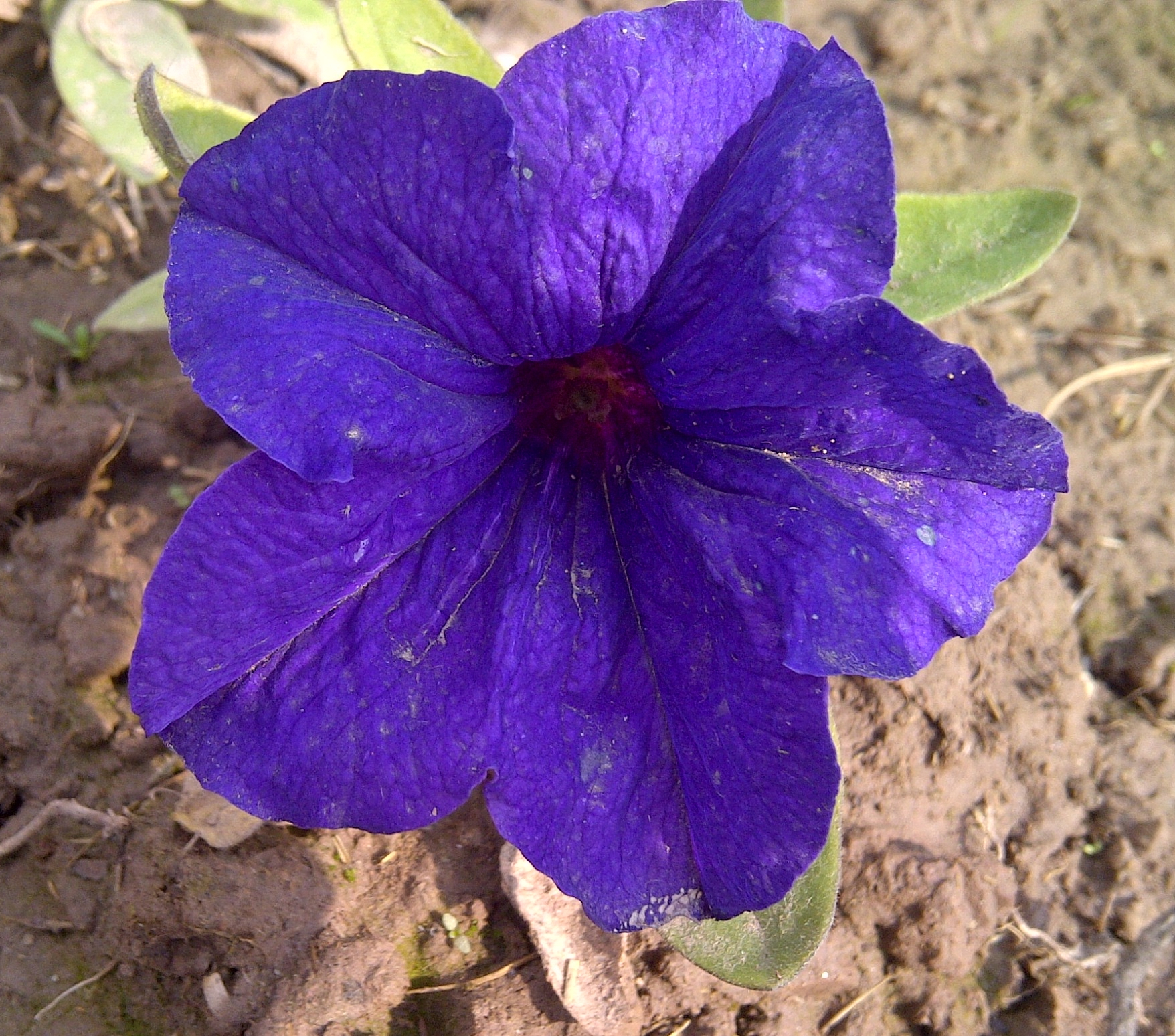
Petunia violet.

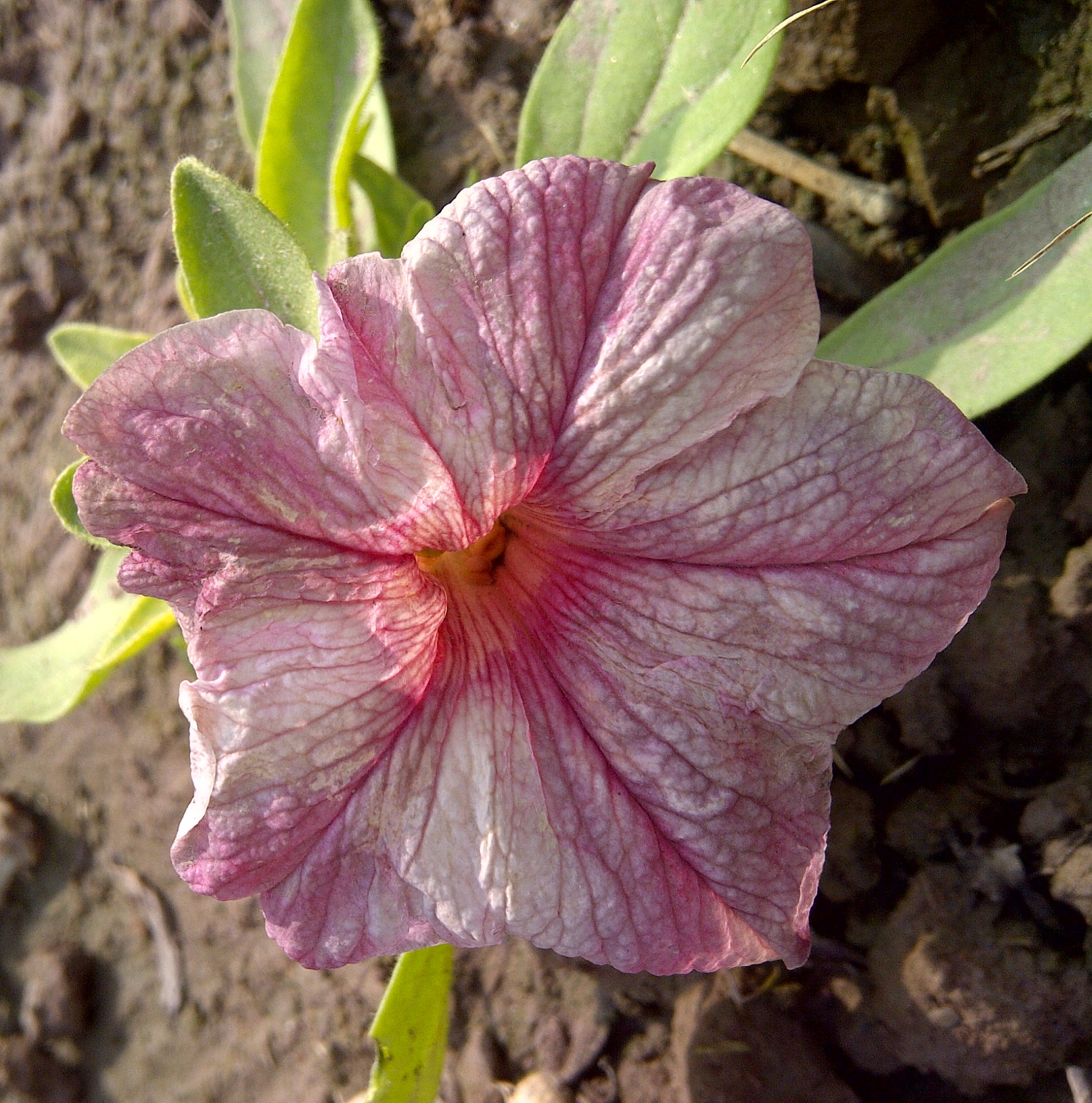
Petunia rose pâle.

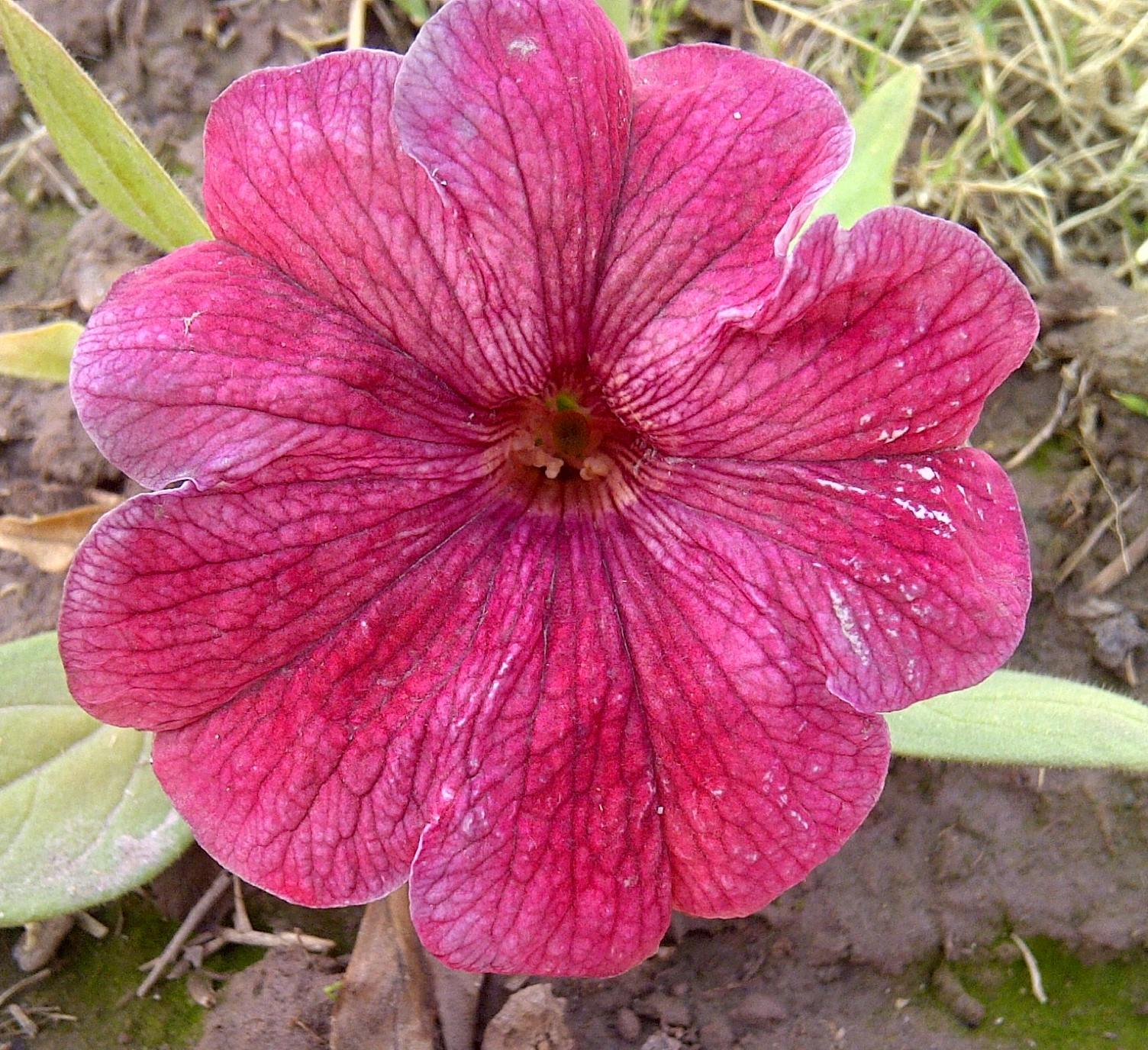
Petunia rose.

## Nomenclature scientifique

### Création
Le botaniste  Antoine-Laurent de Jussieu établit le genre Petunia sur la base de deux plantes récoltées par Commerson en Uruguay. Il observe que « La corolle, attachée sous l'ovaire, est monopétale, tubulée, rétrécie dans son milieu, évasée par le haut, et à peine divisée en cinq lobes inégaux...Le nombre de cinq étamines les rapproche davantage des Solanées, et on reconnut bientôt qu'elles doivent être placées à côté du Tabac, Nicotiana. Mais leurs fleurs sont solitaires, axillaires, et non en épis terminaux comme dans ce genre...Nous avons cru ces diverses considérations suffisantes pour réunir ces plantes sous un genre nouveau que nous nommerons Petunia, à cause de son affinité avec le tabac, qui est le Petun des Brésiliens. » Et il plaça ce genre dans la famille des Solanées [Solanacées]. Il décrit et dénomme ensuite les deux plantes de l'herbier Commerson : Petunia parviflora a « une corolle très petite, débordant à peine le calice » et Petunia nyctaginiflora a une « corolle environ quatre fois plus longue que le calice, assez semblable pour la forme à cette partie que la plupart des auteurs nomment corolle dans le Nyctage ou Belle-de-nuit ».

### Révisions
Dans sa révision de 1846 des Solanacées d'Amérique du Sud, Miers reconnait 10 espèces de Petunia. En 1911, Fries publie la première monographie du genre Petunia dans laquelle il place 27 espèces. De nombreuses autres espèces furent décrites au cours du XXe siècle.
L'étude des pétunias horticoles, nommés Petunia × hybrida (Hook.) Vilm. joua un rôle décisif lors des révisions taxonomiques suivantes. Les premiers pétunias horticoles hybrides furent obtenus par Atkins en 1834 à Southampton sans que l'on sache comment. Ce n'est qu'un siècle et demi plus tard que Wijsman à l'université d'Amsterdam put établir qu'ils provenaient de seulement deux espèces : une espèce à fleurs blanches (Petunia axillaris (Lam.) Britton et al.) et une autre à fleurs pourpres (P. integrifolia (Hook.) Schinz & Thell.). Il montra aussi que les croisements entre les espèces à n=9 chromosomes (P. calycina, P linearis) et celles à n=7 chromosomes (comme les pétunias horticoles) échouaient systématiquement. Wijsman et de Jong (1985) en conclurent qu'il fallait diviser le genre en deux : les espèces à n=9 chromosomes reliées aux pétunias à petites fleurs Petunia parviflora Juss. entraient dans le genre Petunia révisé, et celles à n=7 chromosomes étaient transférées dans le genre Stimoryne Rafin..
Cette proposition conforme aux règles de typification, avait pour conséquence que les pétunias horticoles se retrouvaient dans les Stimoryne. Les termes vernaculaires étant définis plutôt par l'usage courant des jardiniers que par les articles scientifiques publiés dans des revues très confidentielles, Wijsman et Bos (1986) puis Wijsman (1990) proposèrent de prendre Petunia nyctaginiflora Juss. (2n=14) à grandes fleurs comme type des Petunia. Cette proposition fut acceptée (Greuter et al. 1994) et les espèces liées à Petunia parviflora (2n=18) furent transférées dans Calibrachoa.

## Description

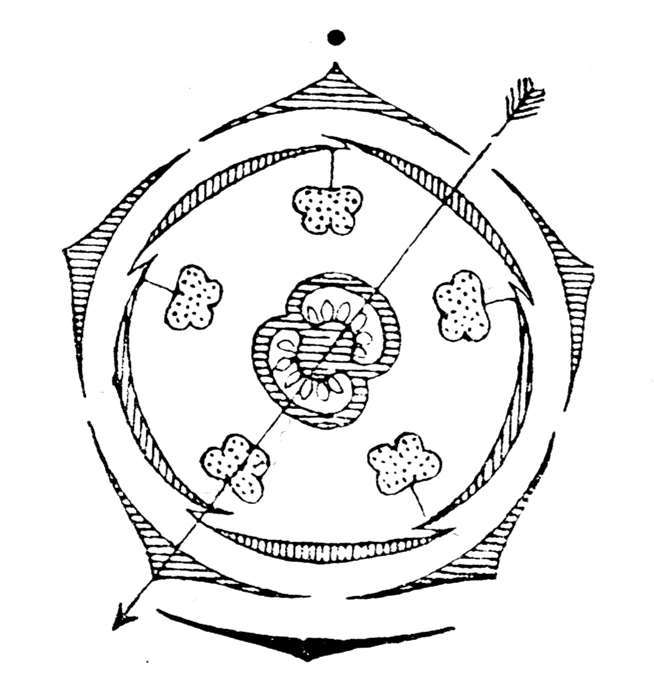
Diagramme de fleur de Petunia.

Les Petunia sont des plantes herbacées, généralement annuelles, à poils glanduleux. Elles peuvent faire jusqu'à 1 mètre de haut.
Les feuilles sont alternes, entières, sessiles (ou parfois pétiolées) et simples.
Les fleurs sont solitaires, axillaires et plutôt actinomorphes. Le calice est vert, profondément 5-lobé, avec un tube court. La corolle infundibuliforme ou hypocratérimorphe possède des couleurs assez vives (pourpres, rouges, roses ou blancs). Les 5 étamines naissent sur la corolle; une d'entre elles est stérile. L'ovaire est biloculaire (à 2 loges) et les ovules nombreux.
Le fruit est une capsule biloculaire contenant de nombreuses très petites graines.
Les Calibrachoa se différencient des Petunia par quelques traits morphologiques comme indiqué dans le tableau :
| Morphologie comparée d'après T. Gerats et al |                                         |                                        |
| Trait                                        | Petunia                                 | Calibrachoa                            |
| Port                                         | plante herbacée à tige non ligneuse     | arbrisseau ou herbacée à tige ligneuse |
| Durée                                        | gén. annuelle                           | annuelle ou vivace                     |
| Symétrie                                     | actinomorphe ou zygomorphe              | zygomorphe                             |
| Calice                                       | pas de côtes visibles profondément lobé | 5 à 10 côtes                           |
| Corolle                                      | infundibuliforme ou hypocratérimorphe   | infundibuliforme                       |

## Répartition
Les Petunia se répartissent dans les régions tropicales et tempérées d'Amérique du Sud. Les deux espèces mères des cultivars horticoles, P. axillaris et P. integrifolia ont la distribution la plus large. Plusieurs espèces sont des endémiques à des territoires restreints.

## Liste des espèces

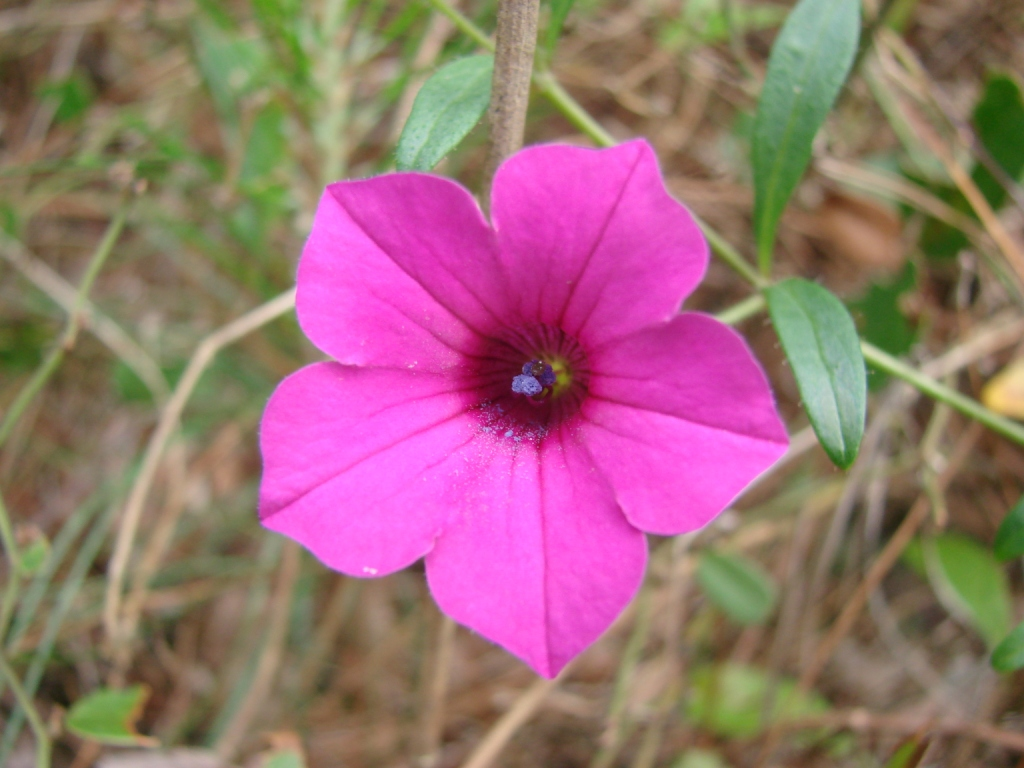
Petunia littoralis.

GRIN classe dans le genre Petunia les espèces suivantes :
- Petunia alpicola L.B.Sm.& Downs
- Petunia altiplana T.Ando & Hashim.
- Petunia axillaris (Lam.) Britton et al.
- Petunia bajeensis T.Ando & Hashim.
- Petunia bonjardinensis T.Ando & Hashim.
- Petunia exserta Stehmann
- Petunia guarapuavensis T.Ando & Hashim.
- Petunia helianthemoides Sendtn.
- Petunia humifusa Dunal
- Petunia integrifolia (Hook.) Schinz & Thell.
  - Petunia integrifolia var. depauperata (R.E.Fr.) L.B.Sm.& Downs
  - Petunia integrifolia var. integrifolia
- Petunia interior T.Ando & Hashim.
- Petunia ledifolia Sendtn.
- Petunia littoralis L.B.Sm.& Downs
- Petunia mantiqueirensis T.Ando & Hashim.
- Petunia occidentalis R.E.Fr.
- Petunia patagonica (Speg.) Millán
- Petunia pubescens (Spreng.) R.E.Fr.
- Petunia reitzii L.B.Sm.& Downs
- Petunia riograndensis T.Ando & Hashim.
- Petunia saxicola L.B.Sm.& Downs
- Petunia scheideana L.B.Sm.& Downs
- Petunia surfinia
- Petunia variabilis R.E.Fr.
- Petunia villadiana Bárcena ex Hemsl.

Auxquelles il faut rajouter plusieurs hybrides dont :
- Petunia ×hybrida hort.ex E.Vilm.(Petunia axillaris × Petunia integrifolia)

## Culture

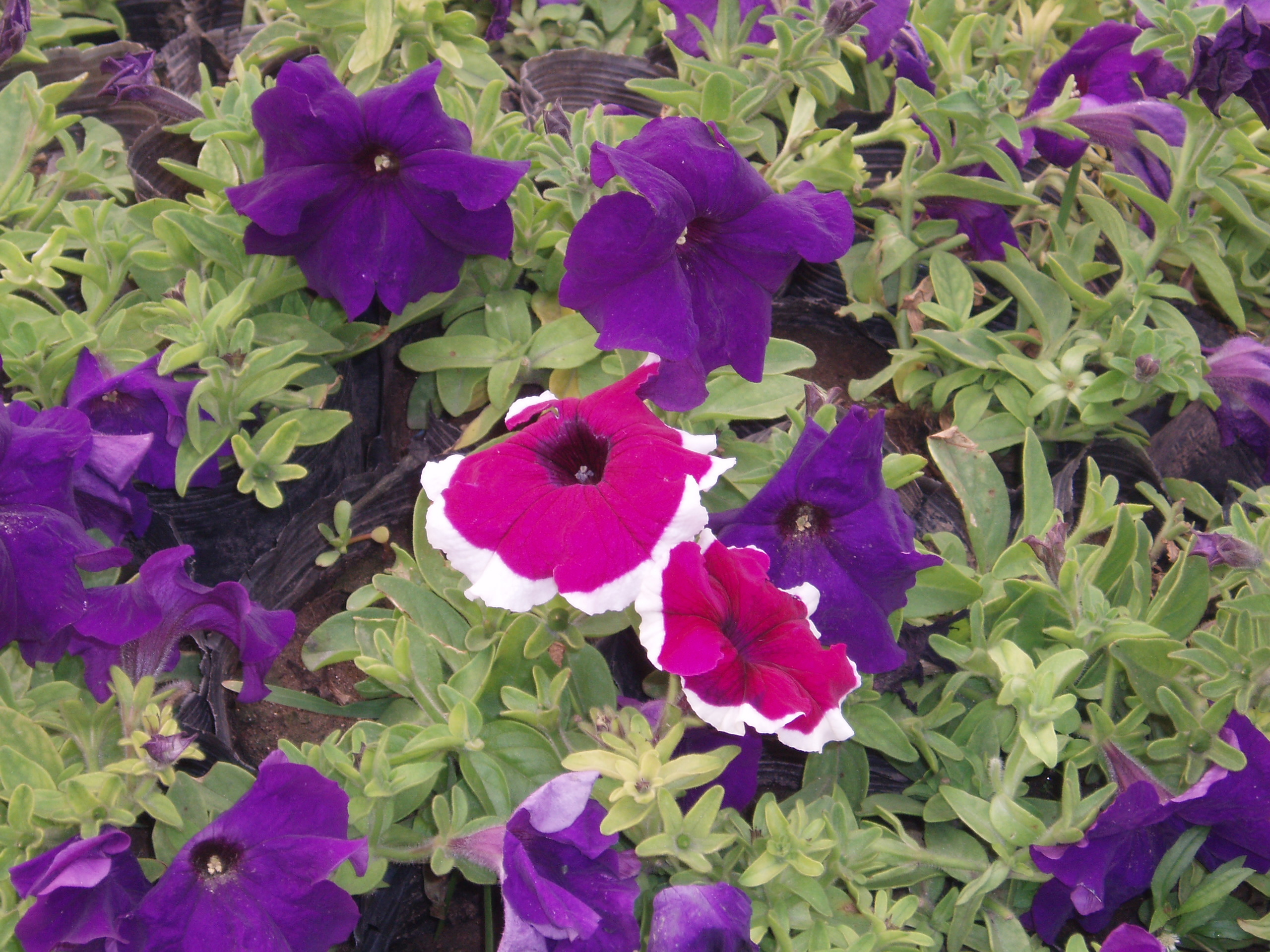

Les pétunias sont largement cultivés pour leurs fleurs. On en retrouve de nombreuses variétés, la plupart des hybrides de Petunia axillaris (blanc) et de Petunia integrifolia (violet). De nouvelles variétés de pétunias ont été créées grâce au recours aux biotechnologies, notamment la transgénèse, l'interférence par ARN (ce mécanisme a d'ailleurs été identifié pour la première fois chez les pétunias) et les nucléases à doigt de zinc,,.
Pour la culture d'hybride horticole, le semis se fait en mars, sous serre, ou plus tard si l'exposition au soleil est bonne. Il est difficile à réaliser car les graines sont très fines (ne pas recouvrir les graines). Il faut ensuite repiquer en pots (une à deux fois). La disposition finale de la plante se fait en sols légers, pas trop riches, avec une exposition mi-ombragée (privilégiée pour les variétés retombantes) à ensoleillée.